# نسيب حطيط
نسيب حطيط (1960 - )، شخصية سياسية واعلامية لبنانية.
ولد في مدينة النبطية، حاز على دكتوراه في الهندسة المعمارية. يعمل الآن محاضرا في معهد الفنون الجميلة في الجامعة اللبنانية منذ العام 1991 وكاتب سياسي في عدد من الصحف اللبنانية.

## في الصحافة والإعلام
- مدير الاتصالات الدولية في نقابة المحررين اللبنانية سابقا
- عضو اتحاد الصحفيين العرب
- صاحب مجلة الهوية ( ثقافية – تراثية...)
- يشارك في بعض مراكز الأبحاث الفكرية
- اختصاصي في شؤون الحركات الإسلامية
- عضو اتحاد الكتاب اللبنانيين
- مؤلف كتاب "السلفية التكفيرية الجذور والمنهج"، 2014، لبنان
- مؤلف كتاب "نواقض المذهب التكفيري من القران والسنة"، 2016م، لبنان، دار المحجة البيضاء.

## وصلات خارجية
http://www.alnnasib.com//